# Нововильвенский
Новови́львенский — посёлок городского типа в Горнозаводском районе Пермского края России. Входит в состав Медведкинского сельского поселения.

## География
Посёлок расположен в труднодоступной горно-таёжной местности Среднего Урала вблизи западного склона Срединного Уральского хребта, на крайнем востоке Пермского края, в нескольких километрах к западу от условной границы Европы и Азии и примерно в 10 км к западу от границы со Свердловской областью. Посёлок Нововильвенский стоит на реке Вильва, в среднем её течении. Посёлок находится к северо-востоку от ПГТ Тёплой Горы и районного центра города Горнозаводска и к юго-западу от центра сельского поселения посёлка Медведка.

## История
В 1941—1942 годах на территории Медведковского сельского поселения началась разработка первых в СССР месторождений алмазов, которые эксплуатировались до 1951 года. Разработка подземных алмазных россыпей посёлка Медведки были прекращены в 1957 году. Вместо добычи алмазов в посёлке был открыт Медведкинский лесопункт Теплогорского леспромхоза. Острая необходимость в лесозаготовках стала причиной основания ещё двух рабочих посёлков — Средняя Усьва и Нововильвенский. В мае 1962 начато строительство посёлка Новая Вильва. 16 декабря 1966 года исполнительный комитет Пермского областного Совета депутатов трудящихся принял решение отнести населённый пункт Новая Вильва Горнозаводского района к категории рабочих посёлков и присвоить ему статус рабочего посёлка. В том же 1966 году открыта восьмилетняя школа, которая на сегодняшний день закрыта из-за убыли населения.

## Инфраструктура и экономика
В силу небольших размеров и малого количества населения объекты инфраструктуры и промышленные предприятия в посёлке отсутствуют. Жители трудоустроены в других населённых пунктах, ведут сельское хозяйство и занимаются лесозаготовками. Из-за труднодоступности, большого удаления от других поселений и небольшого количества жителей добраться до посёлка можно только на личном автотранспорте.

## Население
| 1970 | 1979  | 1989  | 2002 | 2006 | 2007 | 2009 | 2010 | 2012 |
| ---- | ----- | ----- | ---- | ---- | ---- | ---- | ---- | ---- |
| 1587 | ↘1275 | ↘1066 | ↘421 | ↘400 | →400 | ↘376 | ↘177 | ↘147 |
| 2013 | 2014  | 2015  | 2016 | 2017 | 2018 | 2019 | 2020 | 2021 |
| ↘126 | ↘109  | ↘95   | ↘84  | ↘69  | ↘55  | ↘39  | ↘29  | ↗37  |
| 2023 |       |       |      |      |      |      |      |      |
| ↘30  |       |       |      |      |      |      |      |      |